# Marburger Erklärung (2009)
Die Marburger Erklärung („Für Freiheit und Selbstbestimmung – gegen totalitäre Bestrebungen der Lesben- und Schwulenverbände“) war eine öffentliche Stellungnahme von zunächst 370 Wissenschaftlern, Publizisten und Vertretern des öffentlichen Lebens, die im Mai 2009 in Marburg veröffentlicht wurde. Darin sahen Verfasser und Erstunterzeichner aufgrund der Kritik aus dem Umfeld der Lesben- und Schwulenverbände, von Gewerkschaften, linken politischen Gruppen oder der Studierendenschaft der Universität Marburg, die im Vorfeld des 6. Internationalen Kongresses für Psychotherapie und Seelsorge laut geworden war, die Wissenschafts-, Rede- und Therapiefreiheit in Deutschland gefährdet.
Die Erklärung wurde von einer zu diesem Zweck gegründeten Initiative „Für Freiheit und Selbstbestimmung“ herausgegeben und insgesamt von mehreren tausend Personen unterzeichnet. Darin behaupteten die Unterzeichner, Lesben- und Schwulenverbände würden einen Totalitarismus anstreben, den es zu verhindern gelte. Untersuchungen über „praktizierte Homosexualität“ seien, der Initiative nach, als „Homophobie“ und „Hassrede“ kriminalisiert, damit sogenannte Reparativtherapien verhindert werden könnten.

## Inhalt der Erklärung
Die Erklärung beschreibt als Ausgangslage, dass nach dem Fachkongress Religiosität in Psychiatrie und Psychotherapie im Oktober 2007 in Graz und dem Christival 2008 in Bremen nun erneut versucht werde, die Rede-, Wissenschafts- und Therapiefreiheit zu beschränken. Dort hatten Markus Hoffmann von Wuestenstrom und Mitarbeiter des Deutschen Instituts für Jugend und Gesellschaft auf ihre geplanten Vorträge verzichten müssen, was die Erklärung als Ergebnis von medialen Kampagnen und öffentlichem Druck der Lesben- und Schwulenbewegung deutet.
Die Marburger Erklärung schreibt:
- „Solche Aktionen[3] stellen einen Angriff auf fundamentale Freiheitsrechte dar, die in der Verfassung garantiert sind. Wieder wird versucht, die Freiheit der Versammlung, der Rede, des wissenschaftlichen Diskurses und der Wahl der Therapie zu beschneiden. Die vorgebrachten Argumente sind unwissenschaftlich und in sich widersprüchlich.“
- „Wie wissenschaftliche Untersuchungen zeigen[4] birgt praktizierte Homosexualität ein erhebliches gesundheitliches und psychisches Risiko. Dazu zählen überdurchschnittliche Anfälligkeit für AIDS, Geschlechtskrankheiten, Depression, Ängste, Substanzenmissbrauch (Alkohol, Medikamente und andere Drogen) und Suizidgefährdung.“
- „International ausgewiesene Wissenschaftler und klinische Therapeuten (u. a. Robert Spitzer, Columbia University, und die in der Organisation NARTH vertretenen Therapeuten) bezeugen mit ihrer Arbeit, dass Veränderung einer homosexuellen Neigung möglich ist.“[5]

In der Erklärung wird zwar jedem Menschen die Würde zugestanden, „eine homosexuelle Lebensweise zu praktizieren“, gleichzeitig solle es jedoch möglich bleiben, „Menschen, die unter ihrer sexuellen Orientierung leiden und therapeutische Hilfe suchen“, eine Therapie anzubieten. Eine endgültige Festlegung auf eine sexuelle Identität wird als widersprüchlich dargestellt, zum angeblich von den Gegnern propagierten Ziel, jeder solle seine sexuelle Identität selbst wählen. Dagegen würde, so die Marburger Erklärung, mit „unbewiesenen Behauptungen und verleumderischen Mitteln“ sowie „Einschüchterung“ vonseiten des Lesben- und Schwulenverbands in Deutschland protestiert. Das Recht auf kritische Untersuchung der Risiken und Folgen praktizierter Homosexualität sei zu beanspruchen, solange es nicht von „Intoleranz, neurotischer Angst oder gar von Hass“ geleitet werde. Die Erklärung endet mit dem Aufruf zum Widerstand gegen diese behaupteten Verhaltensweisen sowie für die ungehinderte Durchführung des Kongresses.

## Anlass und Entstehung
Vom 20. bis zum 24. Mai 2009 fand in Marburg der 6. Internationaler Kongress für Psychotherapie und Seelsorge zu dem Thema „Identität – der rote Faden in meinem Leben“ statt.
Zu den circa 120 Referenten gehörten Markus Hoffmann von Wuestenstrom, Michael Gerlach von der Offensive Junger Christen sowie Christl Vonholdt, die dort einen Arbeitsbereich leitet. Diese hielten Seminare zu den Themen „Weibliche Identitätsentwicklung und mögliche Probleme“, „Sexuelle Identitätskonflikte“ und „Reifung in der Identität als Frau und Mann“ ab.
Im Vorfeld des Kongresses erhoben der LSVD, Vertreter politischer Parteien – darunter vor allem von Bündnis 90/Die Grünen, die von einem „Homophobie-Kongress“ sprachen – sowie verschiedene Studentenorganisationen den Vorwurf, die Beteiligung dieser drei Personen würde der These, dass Homosexualität veränderbar sei, Vorschub leisten, da diese Personen „Homosexuelle zu Heterosexuellen therapieren“ wollten. Die Kritiker bezogen dies nicht nur auf die beanstandeten Referenten, sondern auch auf den Veranstalter des Kongresses, der ihrer Meinung nach dafür bekannt sei, antihomosexuelle Angebote zu unterstützen. Die Referenten seien „eindeutig der Evangelikalen Richtung homophober Hetze zuzuordnen“. Nach Auskunft des Kongressveranstalters, der Akademie für Psychotherapie und Seelsorge e. V. (APS) aus Frankenberg, sollten jedoch weder die Seminare noch der Kongress als Ganzer Homosexualität besonders thematisieren.
Sechzehn Marburger Psychotherapeuten unterschrieben eine gemeinsame Erklärung, in der sie sich gegen die angeblich von Christl Vonholdt und Markus Hoffmann vertretenen Thesen stellten. Im April gründete sich das Aktionsbündnis „Kein Raum für Sexismus, Homophobie und religiösen Fundamentalismus“, dem sich verschiedene Vereine, Gruppen und Einzelpersonen vor allem aus Kreisen der Studierenden an der Universität sowie der politischen Linken, wie zum Beispiel der DGB-Kreisverband Marburg-Biedenkopf, anschlossen. In den folgenden Wochen organisierte das Aktionsbündnis eine Kampagne mit Reden und Vorträgen. Gefordert wurde eine Absage der drei Referenten und andernfalls eine Kündigung des Mietvertrages sowie eine Distanzierung vom Kongress seitens Stadt und Universität Marburg.
Um den Kongress zu unterstützen, gründete sich die Initiative „Für Freiheit und Selbstbestimmung“. Sie gab am 19. April die „Marburger Erklärung“ mit dem Titel „Für Freiheit und Selbstbestimmung – gegen totalitäre Bestrebungen der Lesben- und Schwulenverbände“ heraus, die bei ihrer Erscheinung von 370 und später von über 4000 Personen (darunter eine Reihe von Funktionären und Professoren) überwiegend aus dem konservativ-christlichen Spektrum unterzeichnet wurde.
Zu den Unterzeichnern gehören der Hochschullehrer Wolfgang Stock (Frankfurt/Oder), der emeritierte Philosoph Robert Spaemann (München), der emeritierte Staats- und Verfassungsrechtler Martin Kriele (Köln), die Religionsphilosophin Hanna-Barbara Gerl-Falkovitz (TU Dresden), die Religionsphilosophin Edith Düsing (FTH Gießen), der römisch-katholische Weihbischof der Erzdiözese Salzburg, Andreas Laun, der Vorsitzende der Konferenz Bekennender Gemeinschaften in den evangelischen Kirchen Deutschlands, Pastor Ulrich Rüß, der Vizepräsident der Internationalen Konferenz bekennender Gemeinschaften, Andreas Späth, die Bundesvorsitzende der Christdemokraten für das Leben, die Publizistin Gabriele Kuby (Rimsting/Oberbayern), der Bundestagsabgeordnete Norbert Geis (CSU, Kleinkahl), der frühere Verteidigungsminister Hans Apel (SPD, Hamburg) und der Europapolitiker Otto von Habsburg (CSU, Pöcking). Am 18. Mai wurde dem Präsidenten der Marburger Universität die 35 Seiten umfassende Liste mit den Namen von mehreren Tausend Unterzeichnern aus einem breiten Spektrum verschiedener Berufe übergeben, darunter auch mehrere Heilpraktiker, die als Psychotherapeuten Konversionstherapien anbieten oder propagieren, wie beispielsweise Russel Hilliard oder Walter Gasser.
Die Akademie für Psychotherapie und Seelsorge selbst betonte, sie hätte wegen der Politisierung der Auseinandersetzung „nicht am Appell der Initiative mitgewirkt“.

## Reaktionen
Der Marburger CDU-Fraktionsvorsitzende Philipp Stompfe, Mitunterzeichner, erklärte, der grüne Bürgermeister Franz Kahle sei nicht länger im Amt tragbar, weil er den Aufruf kritisiert habe. Kahle habe die Unterzeichner als Hassprediger bezeichnet. Kahle bestritt dies und erwiderte, der Aufruf enthalte seiner Meinung nach „bodenlose Unverschämtheiten“.
Das Marburger Aktionsbündnis „Kein Raum für Sexismus, Homophobie und religiösen Fundamentalismus“ erklärte, es gebe „schockierende Argumentationsparallelen zwischen der Marburger Erklärung und der Argumentationsweise der extremen Rechten“. Gegen diese Positionierung sei „Protest zweifellos legitim und notwendig“. Diesen Vorwürfen entgegnete Ursula Gassner für die Initiative „Für Freiheit und Selbstbestimmung“: „Wir Unterzeichner unterhalten keinerlei Verbindung zu irgend einer rechtsradikalen oder anderen radikalen Gruppe und lehnen deren Ziele in jeder Hinsicht ab.“ Der Bundestagsabgeordnete Volker Beck hielt die Wortwahl für eskalierend; seiner Meinung nach habe die Erklärung deshalb Applaus von Rechtsextremisten erhalten. Diese Kritik wurde von Hartmut Rus vom Lesben- und Schwulenverband in Deutschland geteilt, der die Instrumentalisierung der Initiative durch NPD und DVU kritisierte.
Hansjörg Hemminger von der Evangelischen Zentralstelle für Weltanschauungsfragen (EZW) sprach im Hinblick auf Gabriele Kuby und „eine Unterschriftenliste im Internet“ ebenfalls von den „üblichen Verdächtigen rechts außen“, meinte jedoch, dass diese eine „Steilvorlage der Kongressgegner“ genutzt hätten. Seiner Meinung nach würden der „linke Flügel der Grünen und der SPD sowie die Linkspartei“ versuchen, eine Ausgrenzungsstrategie umzusetzen, bei der „Radikale dazu ermutigt [würden], den Evangelikalismus, oder gar den Pietismus, gesellschaftlich zu ächten“. Sie würden damit „das Spiel aus ‚Biedermann und die Brandstifter‘“ spielen.

## „Erklärung für Akzeptanz und Gleichberechtigung“
Als Reaktion auf die Marburger Erklärung verfasste das Autonome Lesben- und Schwulenreferat an der Universität zu Köln (LUSK) die „Erklärung für Akzeptanz und Gleichberechtigung“, wonach Homosexualität genauso wenig eine Krankheit sei wie Heterosexualität, sondern eine von verschiedenen sexuellen Identitäten. Sie alle stünden gleichberechtigt und gleichwertig nebeneinander. Von daher sei Homosexualität nicht therapiebedürftig. Die sexuelle Orientierung als Teil seiner Identität gehöre zur Würde des Menschen. „Eine Therapie mit dem Ziel einer Veränderung, also Umpolung der sexuellen Orientierung hin zu einer anderen, ist eine repressive und gefährliche Maßnahme und Beeinflussung.“
Die „Erklärung für Akzeptanz und Gleichberechtigung“ wurde unter anderem unterzeichnet von schwullesbischen Hochschulgruppen, einer Reihe von Dozenten an deutschen Hochschulen, Mitgliedern der Bündnis 90/Die Grünen sowie Manfred Bruns, dem Sprecher des LSVD.

## Folgekonflikt um die Person Edith Düsings
Die Philosophieprofessorin Edith Düsing, die an verschiedenen Hochschulen und Akademien tätig ist, war aus Anlass ihrer Unterschrift mit vollem akademischem Titel unter die „Marburger Erklärung“ Gegenstand einiger Protestaktionen an der Kölner Universität. Der Allgemeine Studierendenausschuss (AStA) der Uni Köln sah in der Marburger Erklärung Ansätze einer Pathologisierung von Homosexualität. Diese Haltung stelle eine Diskriminierung wegen der sexuellen Identität dar, so der AStA-Vorsitzende Christian Poell. Der Kölner AStA forderte das Rektorat der Universität Köln auf, sich aufgrund dieser Haltung von Düsing zu distanzieren und die Professorin abzuberufen. Der Rektor der Hochschule, Axel Freimuth, entgegnete unter Verweis auf die Wissenschafts- und Meinungsfreiheit, er sähe „keinen Anlass, das Wirken der Professorin zu kommentieren“.
Im Herbst 2009 rief das Autonome Lesben- und Schwulenreferat an der Uni Köln (LUSK) dazu auf, eine Vorlesung von Frau Düsing über Schillers Konzept des „Höheren Selbst“ im Rahmen der interdisziplinären Schiller-Ringvorlesung am 7. Dezember 2009 zu verhindern. Die Haltung von Edith Düsing sei „inakzeptabel“. Während sich homosexuelle Paare demonstrativ küssten und andere Studierende Regenbogenfahnen schwenkten und lärmten, verzögerte sich der Beginn der Veranstaltung um 45 Minuten. Die Bundeskonferenz der schwulen und schwullesbischen Referate und Hochschulgruppen forderte Frau Düsing auf, sich von der Marburger Erklärung zu distanzieren und verwies „auf die Stellungnahmen der American Psychiatric Association (APA), des Deutschen Bundestages sowie des Verbandes lesbischer Psychologinnen und schwuler Psychologen (VSLP)“, die Konversion von Homosexuellen sei grundsätzlich weder wissenschaftlich noch ethisch tragbar.
Düsing selbst verwahrte sich schriftlich gegen den Versuch, ihre Person „mit den Mitteln der Diskriminierung und Verleumdung als ‚homophob‘ diskreditieren zu wollen“. Sie erklärte ihre Motivation, die Erklärung zu unterzeichnen, mit einem Hinweis auf die ihrer Meinung nach „drohende Beschädigung des Grundrechts“ auf Wissenschaftsfreiheit und Meinungsfreiheit. Eine offene Diskussion über strittige Themen müsse möglich sein, ohne sie zu erzwingen oder inhaltlich anhand vorgegebener Meinungen oder Thesen einzuschränken. Ihr Denken gehe von der Würde und vom „unantastbaren Wert jedes Menschen“ sowie von „freiheitlicher, respektvoller Toleranz“ aus; dazu zähle sie auch „die Freiheit von homosexuell orientierten Menschen, nach ihren sexuellen Vorstellungen in Würde leben zu können“. Die „Frage, welche Lebensform für die einzelne Person als ideale Form ihrer Selbstverwirklichung gelte“, sei „nur persönlich durch sie selbst und ihr Gewissen beantwortbar“ und darum „zu respektieren“.
Dirk Ludigs, der Nachrichtenchef von TIMM, nach eigenen Angaben ein Fernsehsender für schwule Männer, kritisierte die Protestierenden dahingehend, dass sie keine guten Gründe zur Einschränkung der Freiheit der Wissenschaft und der Meinung vorgebracht, wohl aber ihr gestörtes Verhältnis zur Freiheit selbst unter Beweis gestellt hätten. Der emeritierte Philosoph Robert Spaemann, der wie Düsing die Marburger Erklärung unterzeichnet hatte, äußerte die Ansicht, der Vorgang gegen Edith Düsing gefährde die Redefreiheit. Dies sei seiner Meinung nach „nicht nur absurd, sondern gefährlich“, weil es „ein anthropologisches Manko“ sei, nicht vom anderen Geschlecht angezogen zu sein (darüber sei er mit Homosexuellen in seinem Freundeskreis einig), und man müsse das Recht haben, dies zu sagen, ohne des Homosexuellenhasses bezichtigt zu werden.